# 현시달
현시달(玄時達, ? ~ ?)은 대한제국과 일제강점기의 경찰이다.

## 생애
대한제국 말기인 1908년에 통감부 소속 임시간도파출소 감찰과 직원으로 만주 지역에 파견되어 근무했다.
1910년 한일 병합 조약이 체결된 직후부터 6년 동안 조선총독부 소속의 간도파견 통역생으로 활동했다. 이 기간 중인 1912년에 일본 정부가 한일합방을 기념해 수여한 한국병합기념장을 받았다. 1916년에는 경부 계급에 올라 3년 동안 근무했으며, 1924년까지 일본의 간도총영사관 경부를 역임했다.
현시달은 통감부와 총독부 소속 경찰로 일하면서 주로 간도 지역의 항일 세력을 정찰하는 정보 계통의 임무를 맡았다. 1919년 발행된 《독립신문》에서는 간도 지역의 조선인 경찰 네 명을 “탐정견 중 최고”로 거론했는데, 현시달은 여기에 포함되었다. 무장 독립운동 조직인 대한독립군단이 옌지로 보내온 한 통신문에도, “적의 관노가 되어 우리의 대업에 독해를 끼치는 가장 사악한 자중 가장 심한 자”로 6명 중 현시달이 첫 번째로 언급되어 있다.
3·1 운동으로 독립운동 분위기가 고조되자, 간도 현지 언론인 《간도시보》에 독립운동을 반대하는 논설을 발표해 항일 세력에 대한 회유 작업에 참여한 사실도 있다. 이 글에서 현시달은 항일운동이 이웃 나라를 반대하여 동양평화를 해치는 일이라면서, 불순 세력에 이용당하지 말고 일본의 보호 아래 먼저 실력을 배양하자는 주장을 펴고 있다.
이 무렵 간도 지역의 독립운동가 방원성은 조선인 형사와 관헌들을 대상으로 일제에 대한 협력을 중지하도록 설득 작업을 벌였다. 그러나 현시달은 이 일을 밀고하여 방원성은 체포되었고, 협박죄로 징역 2년 6개월형을 선고받았다.
대한민국 친일반민족행위진상규명위원회가 2007년에 발표한 친일반민족행위 195인 명단 해외 부문과 2008년 민족문제연구소가 정리한 친일인명사전 수록예정자 명단 경찰 부문, 해외 부문에 각각 포함되었다.

## 참고자료
- 친일반민족행위진상규명위원회 (2007년 12월). 〈현시달〉 (PDF). 《2007년도 조사보고서 II - 친일반민족행위결정이유서》. 서울. 1991~1997쪽쪽. 발간등록번호 11-1560010-0000002-10. [깨진 링크(과거 내용 찾기)]
- 방원성 : 독립유공자 공훈록 - 국가보훈처